# HV Compas

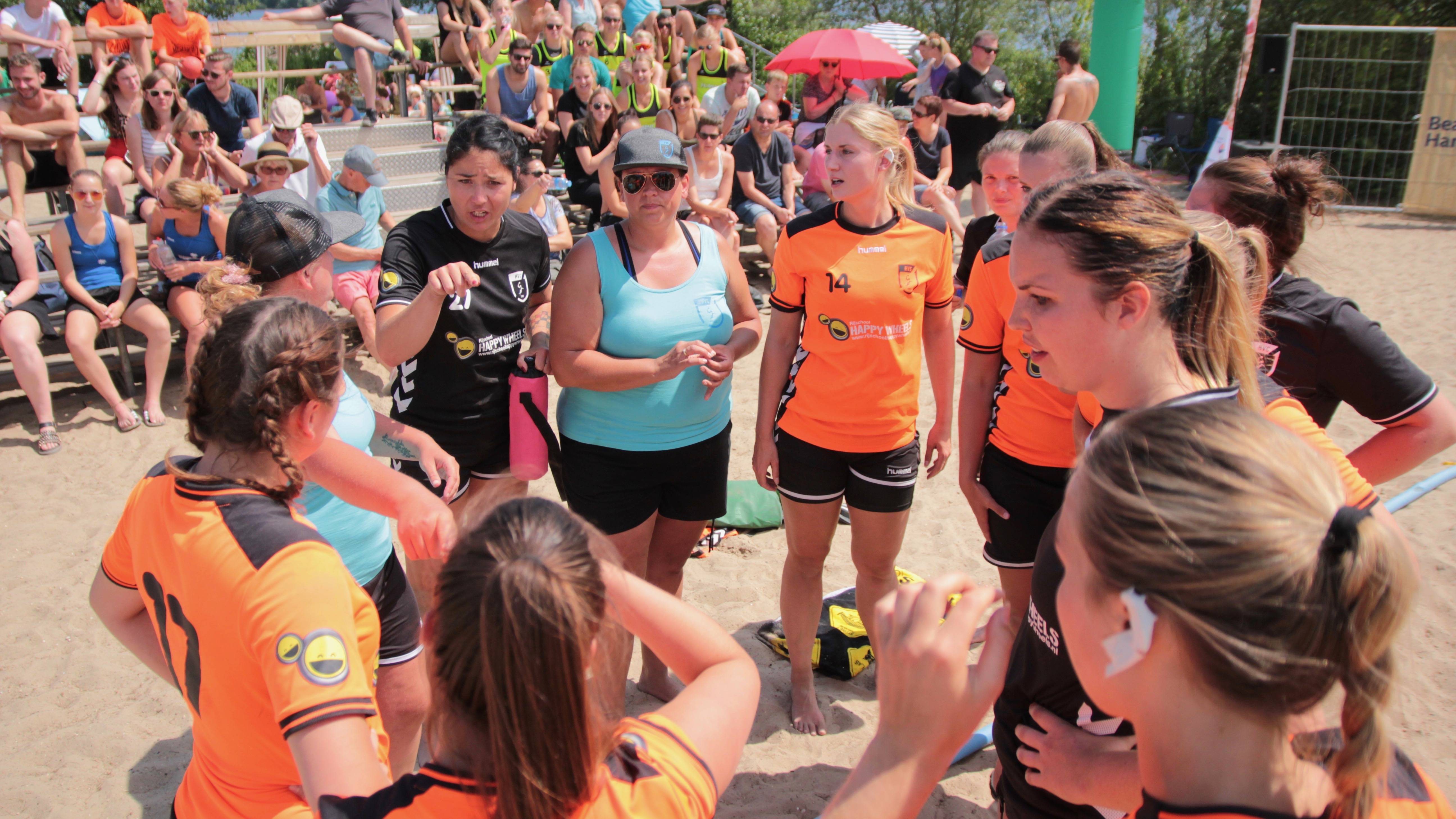
De dames van HVC actief op het NK Beach Handball (2018).

HVC (voluit: Handbalvereniging Compas) is een handbalvereniging uit Barger-Compascuum in de Nederlandse provincie Drenthe. De dorpsclub is in 1962 opgericht. In de jaren negentig speelde het eerste herenteam één seizoen in de eerste divisie. In 2019 keerde de hoofdmacht door het kampioenschap in de hoofdklasse A terug in de tweede divisie.
Het eerste herenteam van HVC speelt het hoogst. De oranje-zwarten zijn ook in het seizoen 2020/2021 actief in de landelijke tweede divisie. De vrouwenploeg speelt sinds 2017 in de hoogste afdelingsklasse van het noorden: de regionale eerste klasse. Op gebied van jeugd zoekt HVC veelal de samenwerking met buren als DOS, SVBO en E&O. 

## Geschiedenis
In de jaren negentig maakte HVC de grootste, sportieve, successen mee. Niet alleen speelde het eerste herenteam één seizoen in de eerste divisie, ook bereikte HVC in 1997 de halve finale van de nationale beker door bij de laatste acht eredivisionist Swift Arnhem te verslaan. Vlak voor de finale bleek V&L uit Geleen een maatje te groot.
Belangrijke krachten in de jaren negentig waren onder meer dorpelingen als Albert Menzen, Joerik Grummel en Albert Hilbrands. Zij zijn samen met andere uitblinkers in 2020 opgenomen in Het Aller Beste HVC Aller Tijden.  
In 2010 werd door oud-divisiespeler Albert Hilbrands een nieuw herenteam opgericht. Zeven jaar later volgde een nieuwe titel en daarmee promotie naar de tweede divisie. In mei 2020 had trainster Annelies Smeets de overstap naar eredivisionist E&O gemaakt. In het seizoen 2020/2021 keert Hilbrands weer terug aan het roer. Hij vormde samen met doelman van Hurry-Up Sven Hemmes (trainer) en oud-speler Harry Poker de technische staf.  
In de hoofdmacht van de Compascuumse club zijn een aantal spelers met een eredivisie verleden actief. Jim Macro en Thijs Baarveld speelden in het oranje van buur Hurry-Up zelfs enige tijd in de BENE-League. Doelman Yannick Meijeringh verdedigde één seizoen het doel van E&O in de eredivisie en maakt deel uit van de voorselectie van de nationale ploeg op het zand. 

## Sporthal

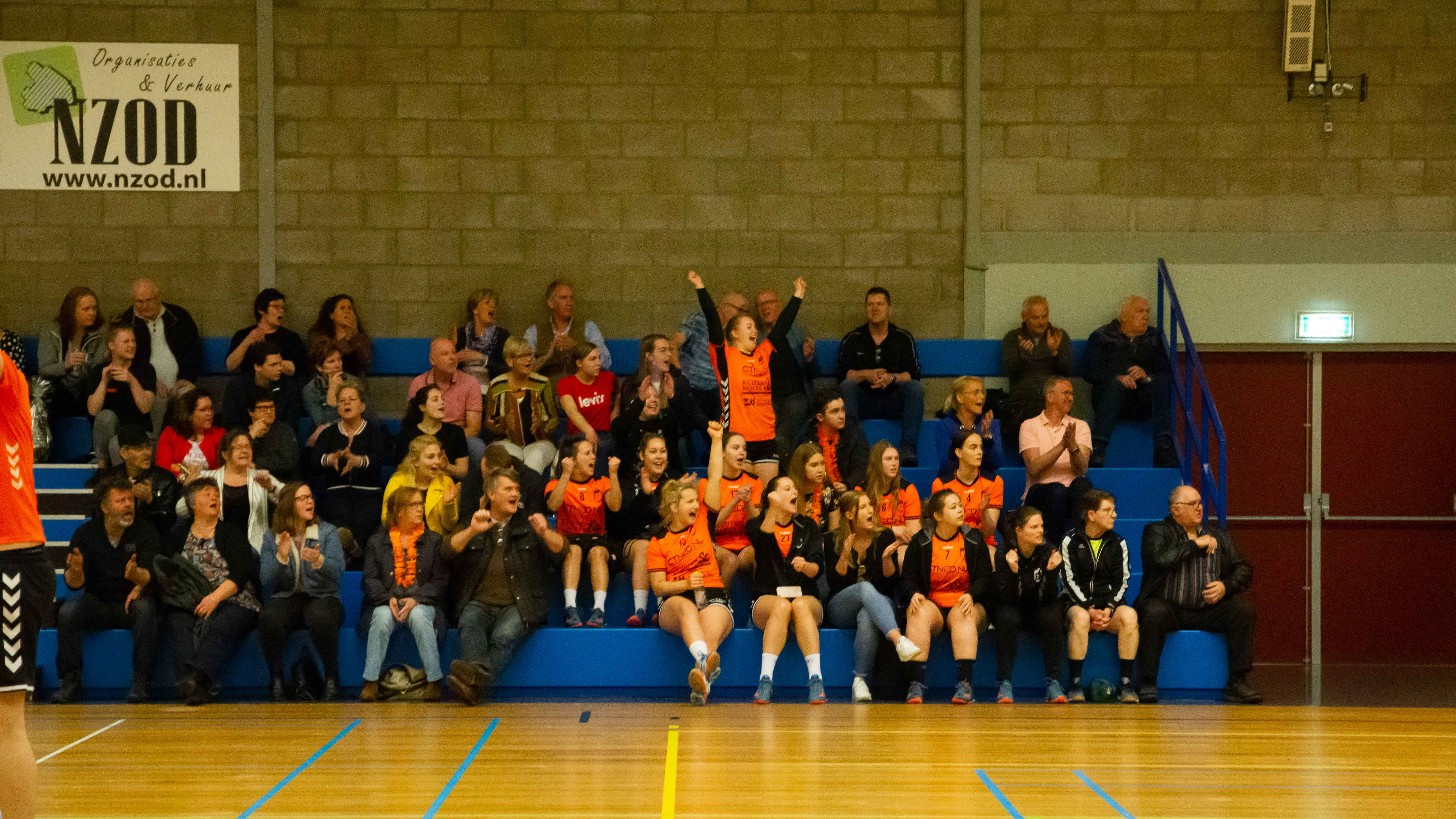
De tribunes bij een wedstrijd van HVC in De Klabbe (2019).

HVC is een van de weinige verenigingen uit Drenthe zonder sporthal in het dorp. Trainen en spelen doen de verschillende teams van de vereniging in buurdorpen Zwartemeer en Emmer-Compascuum. In laatstgenoemd dorp werkt HVC op alle zondagen, net als buur DOS, de thuisduels in sporthal De Klabbe af. 
In het naseizoen, dat van april tot en met juli loopt, komt HVC wel in actie in Barger-Compascuum. Sinds 2012 beschikt de club op het buitencomplex over meerdere zandvelden. Hierop wordt Beach Handball gespeeld. De HVC Beach Cup maakt sinds 2016 onderdeel uit van de officiële Beach Tour van het NHV.